# Dicranomyia (Dicranomyia) malina
Dicranomyia (Dicranomyia) malina is een tweevleugelige uit de familie steltmuggen (Limoniidae). De soort komt voor in het Oriëntaals gebied.